# Editionsplikt
Editionsplikt innebär i svensk processrätt skyldigheten att i en rättegång lämna in en skriftlig handling till domstolen om kan antas ha betydelse som bevis i ett tvistemål.
Reglerna om processuell editionsplikt finns i 38 kap. 2 § rättegångsbalken och om den materiella i 38 kap. 3 § samma balk. Processuell editionsplikt förutsätter att handlingen har betydelse som bevis i pågående rättegång, medan den materiella gäller oberoende av om en process föreligger eller ej.
Editionsplikten stämmer överens med vittnesplikten på så sätt att det inträder en straffsanktionerad sanningsplikt för parten. Ofta vill en motpart inte frivilligt överlämna handlingar som kan ha värde som bevisning mot parten själv. Eftersom handlingar också kan röja exempelvis affärshemligheter ställer lagen vissa krav för att domstolen ska få besluta om processuell edition. Handlingarna som efterfrågas ska bland annat vara identifierade, besittas av innehavaren och den editionssökande parten ska göra antagligt att handlingen kommer att ha betydelse som bevis för någonting som är relevant i målet.
Undantag från editionsplikten kan enligt rättegångsbalken endast göras för vissa angivna handlingar, såsom handlingar som innehåller yrkeshemligheter och personliga minnesanteckningar. I så fall föreligger endast editionsplikt när det finns synnerliga skäl.
Eftersom det kan vara svårt för en part att uppfylla identifikationskravet finns en möjlighet för den som söker edition att hålla ett editionsförhör med motparten, som kan användas för att identifiera handlingar som kan vara relevanta i tvisten.